# Zhang Hongwei
Zhang Hongwei (né le 26 avril 1975) est un athlète chinois, spécialiste du saut à la perche. 

## Biographie

### Palmarès
| Date | Compétition                  | Lieu     | Résultat | Performance |
| ---- | ---------------------------- | -------- | -------- | ----------- |
| 2000 | Championnats d'Asie          | Djakarta | 1er      | 5,40 m      |
| 2004 | Championnats d'Asie en salle | Téhéran  | 1er      | 5,40 m      |
| 2005 | Championnats d'Asie          | Incheon  | 2e       | 5,20 m      |

### Records
| Épreuve          | Performance | Lieu   | Date        |
| ---------------- | ----------- | ------ | ----------- |
| Saut à la perche | 5,63 m      | Deyang | 13 mai 2000 |